# Оньека, Фрэнсис
Фрэнсис-Икечукву Оньека (нем. Francis-Ikechukwu Onyeka; род. 29 апреля 2007) — немецкий футболист, атакующий полузащитник клуба «Байер 04», выступающий на правах аренды за «Бохум».

## Клубная карьера
Воспитанник футбольной академии клуба «Байер 04», за которую выступал с 2014 года. В ноябре 2023 года подписал с клубом профессиональный контракт. В октябре 2024 года получил золотую медаль Фрица Вальтера как лучший футболист Германии до 17 лет. 29 октября 2024 года дебютировал в основном составе леверкузенского клуба, выйдя на замену в матче Кубка Германии против «Эльферсберга». В Лиге чемпионов УЕФА дебютировал 26 ноября в матче против «Ред Булл Зальцбург», выйдя на замену на 75-й минуте вместо Флориана Вирца.

## Карьера в сборной
Выступал за сборные Германии до 15, до 16, до 17 и до 18 лет.

## Достижения
Личные достижения
- Золотая медаль Фрица Вальтера (лучший игрок до 17 лет): 2024[2]

## Личная жизнь
Родился в Германии в семье нигерийца и немки.